# أحمد بن علي الصليحي
أحمد بن علي بن محمد الصليحي هو الحاكم الثاني للدولة الصليحية، في اليمن، حكم في الفترة (1084 - 1087)، 